# Kościół Opatrzności Bożej w Rzeszowie
Kościół pw. Opatrzności Bożej w Rzeszowie, wł. Salezjanie Rzeszów – rzymskokatolicki obiekt sakralny, kościół przy ul. Witolda Świadka w centrum Os. Nowe Miasto. W skład Rzeszowskiego Ośrodka Salezjańskiego wchodzi: kościół Opatrzności Bożej, Oratorium św. Jana Bosko, boisko piłkarskie "Salos".

## Historia
- W 1982 roku bp przemyski Ignacy Tokarczuk zaproponował salezjanom utworzenie w Rzeszowie własnej placówki. Organizację tej placówki powierzono ks. Romanowi Markowi, wówczas pracującemu w Przemyślu. Ostatecznie zdecydowano się na zlokalizowanie nowej parafii w dzielnicy Nowe Miasto;

- 24 września 1983 r. ks. Roman Marek został mianowany wikariuszem parafii Najświętszego Serca Jezusowego w Rzeszowie, odpowiedzialnym za prowadzenie wszystkich spraw związanych z lokalizacją i budowa nowego kościoła na Nowym Mieście;

- W święto Matki Bożej Różańcowej, 7 października 1984 r., w baraku kupionym w przetargu od spółdzielni mieszkaniowej została odprawiona pierwsza msza święta;

- 29 sierpnia 1985 r. biskup przemyski Ignacy Tokarczuk erygował parafię pw. Opatrzności Bożej i św. Jana Bosko na Nowym  Mieście w Rzeszowie, przekazując opiekę duszpasterska towarzystwu salezjańskiemu. Proboszczem został ks. Roman Marek, wprowadzony przez ks. dziekana Stanisława Maca;

- 1 czerwca 1988 r. generał salezjanów, ks. Egidio Viganò, erygował dom zakonny pw. św. Jana Bosko w Rzeszowie, a dyrektorem wspólnoty mianował ks. Romana Marka. W tym czasie rozpoczęto starania w sprawie budowy kościoła i kompleksu duszpastersko-młodzieżowego. Projekt powierzono mgr. inż. arch. Romanowi Orlewskiemu. Władze komunistyczne przeszkadzały w tych działaniach. Budowę rozpoczęto na początku kwietnia 1990 roku. Pracami budowlanymi kierował inż. Adolf Słuja;

- 11 czerwca 1996 r. pożar zniszczył wewnętrzne i zewnętrzne drewniane rusztowania budowy;

- 7 października 1997 r. pierwszy bp rzeszowski Kazimierz Górny wmurował w przedsionku budowli kamień węgielny, poświęcony przez papieża Jana Pawła II w czasie pielgrzymki do Rzeszowa 2 czerwca 1991 roku;

- W Boże Narodzenie 1997 r. pierwszą mszę świętą – Pasterkę – odprawił ks. bp Edward Białogłowski;

- Nowy kościół i zespół duszpastersko-młodzieżowy ustanowiono pomnikiem Roku Jubileuszowego 2000. 2 listopada 2000 r. świątynię konsekrował ks. kardynał Józef Glemp.

## Architektura
Kościół murowany, wzniesiony na planie krzyża, zaprojektowany przez mgr inż. arch. Romana Orlewskiego, budowany w czynie społecznym. Oprócz tego wybudowana została dzwonnica, składająca się z trzech dzwonów i sygnaturki. Najmniejszy dzwon pochodzi z blaszanej kaplicy. Sygnaturka znajduje się na wieży kościoła z krzyżem.
Obiekt składa się z dwóch części. Pierwsza górna jako "kościół główny", druga podziemna w której znajdować się ma sala teatralna, kaplica, sale funkcyjne i rekreacyjne.

## Proboszczowie i dyrektorzy
- ks. Roman Marek – budowniczy, pierwszy proboszcz (1985–2001),
- ks. Jan Cienkosz (2001–2010),
- ks. Sławomir Zdoliński (2010–2014),
- ks. Kazimierz Drozd (2014–obecnie).

Księża dyrektorzy wspólnoty salezjańskiej w Rzeszowie
- ks. Roman Marek,
- ks. Marek Dąbek,
- ks. Kazimierz Skałka,
- ks. Marek Głuch,
- ks. Sylwester Rozenberg.